# Нові Уси
Нові Уси́ (рос. Новые Усы, башк. Яңы Уҫы) — присілок у складі Бакалинського району Башкортостану, Росія. Входить до складу Новоурсаєвської сільської ради.
Населення — 8 осіб (2010; 13 у 2002).
Національний склад:
- росіяни — 100 %